# NGC 3580
NGC 3580 ist eine Linsenförmige Galaxie vom Hubble-Typ S0 im Sternbild Löwe auf der Ekliptik. Sie ist schätzungsweise 299 Millionen Lichtjahre von der Milchstraße entfernt und hat einen Durchmesser von etwa 80.000 Lichtjahren.
Das Objekt wurde im Jahr 1876 von Ernst Wilhelm Leberecht Tempel entdeckt.